# 富原村 (岡山県)
富原村（とみはらそん）は、岡山県真庭郡にあった村。現在の真庭市岩井畝、岩井谷、後谷、上、古呂々尾中、下岩、清谷、高田山上、月田本、野、曲り、若代、若代畝に当たる。

## 歴史
- 1902年（明治35年）4月1日 - 真庭郡井原村、富山村が合併して、富原村となる。
- 1955年（昭和30年）4月1日 - 富原村が真庭郡勝山町（2代）・月田村と合併し、新たに勝山町（3代）となる。富原村は廃止。

## 大字
現在は真庭市の大字として継承されている。右の数字は現在の郵便番号。717-073Xが旧・富山村、717-074Xが旧・井原村に対応している。
- 岩井畝（いわいうね） 〒717-0745
- 岩井谷（いわいだに） 〒717-0744
- 後谷（うしろだに） 〒717-0742
- 上（かみ） 〒717-0746
- 古呂々尾中（ころろびなか） 〒717-0736
- 下岩（しもいわ） 〒717-0735
- 清谷（せいたに） 〒717-0737
- 高田山上（たかたやまうえ） 〒717-0732
- 月田本（つきだほん） 〒717-0743
- 野（の） 〒717-0734
- 曲り（まがり） 〒717-0731
- 若代（わかしろ） 〒717-0741
- 若代畝（わかしろうね） 〒717-0733

## 現在

### 教育

#### 小学校
- 福原小学校

### 交通

#### 鉄道
- JR姫新線 ： 富原駅

#### 道路

##### 高速道路
旧村内を走る高速道路なし

##### 国道
旧村内を走る国道なし

##### 県道
- 主要地方道
  - 岡山県道32号新見勝山線
- 一般県道
  - 岡山県道311号阿口上線
  - 岡山県道320号若代方谷停車場線
  - 岡山県道459号若代神代線

### 河川・山岳

#### 河川
- 岩井谷川
- 神谷川
- 後谷川
- 首尾川
- 月田川
- 井田川

### 寺院・神社

#### 寺院
- 安養寺
- 別当寺
- 桜本寺
- 円王寺
- 八幡寺

#### 神社
- 井原神社
- 後谷神社
- 八幡神社
- 中尾神社
- 満賀利神社
- 清谷神社
- 金倉神社